# Odbitka żelatynowo-srebrowa

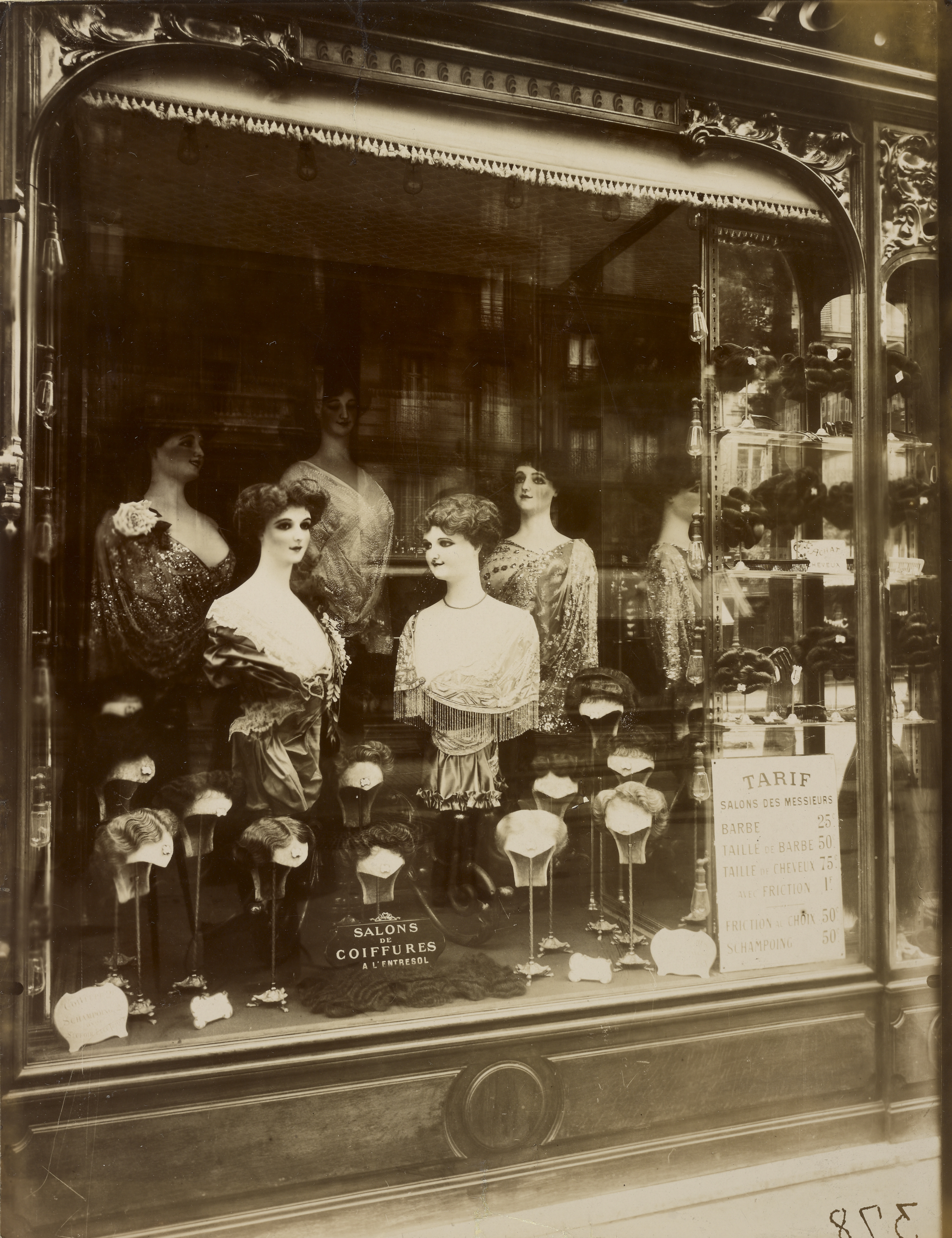
Eugène Atget, Boulevard de Strasbourg, odbitka na papierze chlorowym, 1912

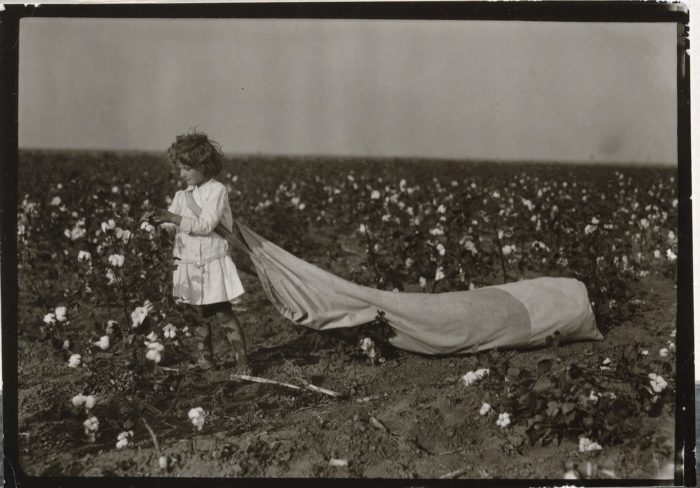
Lewis Hine, Zbieraczka bawełny, odbitka na papierze bromowym, 1916

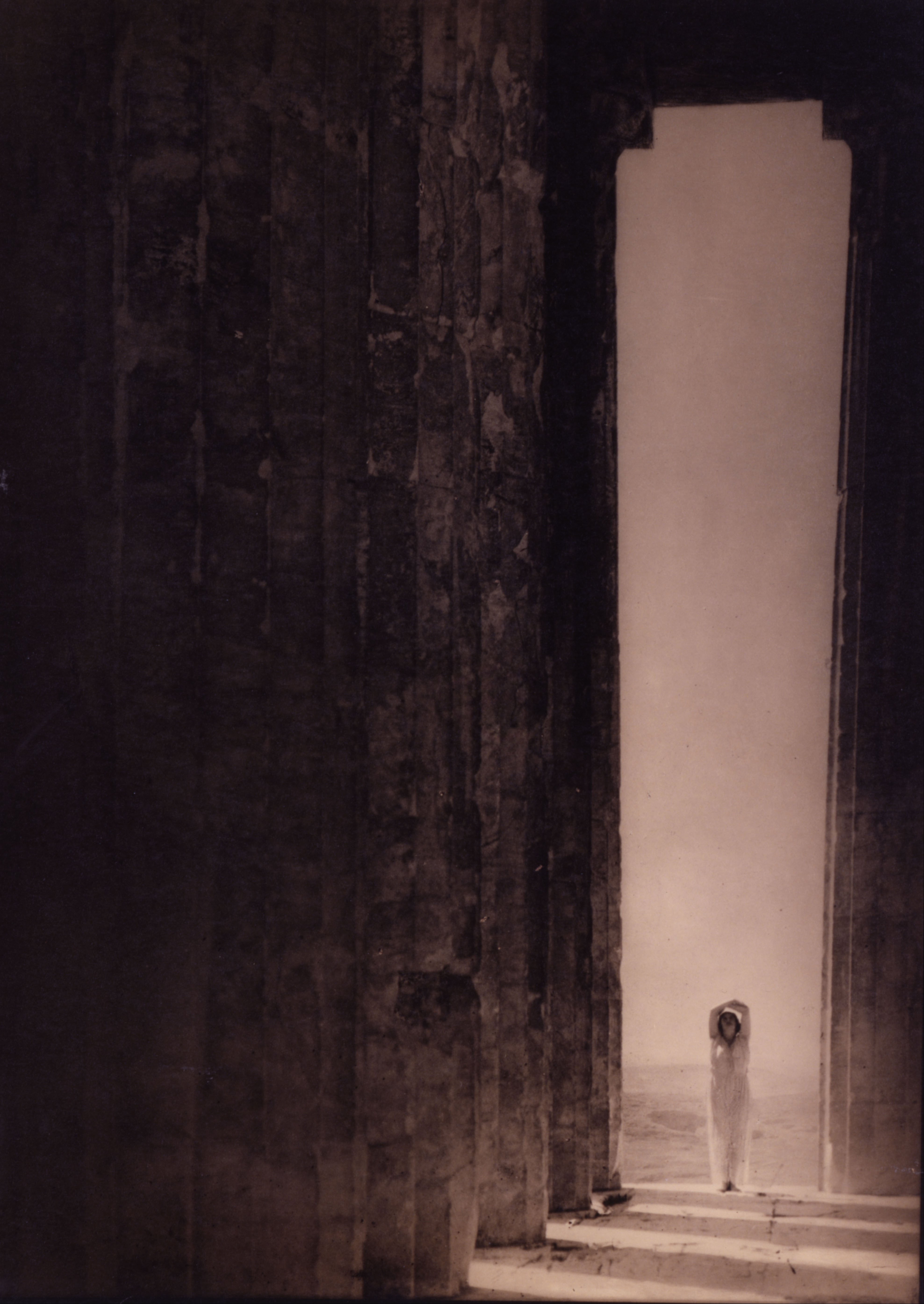
Edward Steichen, Isadora Duncan na Partenonie w Atenach, odbitka na papierze chloro-bromowym, 1921

Odbitka żelatynowo-srebrowa – pozytyw fotograficzny na papierze pokrytym warstwą barytową i warstwą żelatyny zawierającą sole srebra: bromek srebra (był to wówczas papier bromowy, zw. też bromo-srebrowym), chlorek srebra (papier chlorowy lub chloro-srebrowy) lub mieszaninę obydwu (papier chloro-bromowy lub chloro-bromo-srebrowy). Obraz uzyskiwało się bądź poprzez kopiowanie (ang. printing-out print, POP), tzn. stykowe naświetlanie papieru przez negatyw aż do pełnego pojawienia się obrazu, bądź przez wywoływanie (ang. developing-out print, DOP), tzn. krótkie naświetlenie stykowo lub przez powiększalnik, a następnie chemiczne wywołanie przy użyciu wywoływacza.
Technika pozytywowa na papierze żelatynowo-srebrowym ukształtowała się w wyniku prac prowadzonych przez wielu badaczy, w tym Richarda Leacha Maddoxa, autora „suchej płyty” wykorzystującej bromek srebra i żelatynę, a także Petera Mawdsleya, Josefa Edera, Giuseppe Pizzighellego i Williama de Wiveleslie Abneya. Papiery żelatynowo-srebrowe, stosowane od lat 80. XIX wieku, wyparły powszechny wcześniej papier albuminowy i produkowane są do dziś. Technika żelatynowo-srebrowa wywoływana była podstawowym procesem, w jakim w XX wieku wykonywano odbitki fotograficzne, zanim w latach 60. XX w. zaczęła dominować fotografia barwna. Niemal wszyscy najważniejsi fotografowie XX wieku, tacy jak Ansel Adams, Richard Avedon, Henri Cartier-Bresson czy Edward Weston, używali w swojej pracy właśnie papierów żelatynowo-srebrowych. 

## Odbitka kopiowana
Pierwszy papier typu POP wprowadzili w latach 60. XIX wieku Jean Laurent i José Martinez-Sanchez. Nie był to jeszcze papier żelatynowo-srebrowy, ale kolodionowy (znany jako papier leptographique), jednak po raz pierwszy pojawiła się w nim warstwa barytowa pokrywająca papier. Jakkolwiek sam papier nie zyskał większej popularności, wprowadzenie warstwy barytowej okazało się istotną zmianą w materiałach fotograficznych. Gdy kilkanaście lat później pojawiły się negatywy bromo-żelatynowe, łatwiejsze w użyciu od kolodionowych, powstało zapotrzebowanie na nowy rodzaj papieru. Odpowiedzią na nie były papiery do kopiowania, zwłaszcza kolodionowe i żelatynowo-srebrowe.
Papier żelatynowo-srebrowy chlorowy do kopiowania wprowadził William Abney w 1881 roku. Trzy lata później Emil Obernetter, który ulepszył papier dzięki dodaniu kwasu cytrynowego, rozpoczął jego produkcję w Monachium. Na szerszą skalę papiery żelatynowo-srebrowe kopiowane zaczęły być stosowane w latach 90. XIX wieku; wykorzystywane były do lat 40. XX wieku.
Papiery tego typu wytwarzane były fabrycznie. Pokrywane były warstwą barytową, zawierającą żelatynę z siarczanem baru, a następnie żelatynę ze światłoczułymi solami srebra. W celu otrzymania odbitki papier umieszczany jest wraz z negatywem w kopioramce i wystawiany na światło słoneczne bądź sztuczne. Naświetlanie trwa tak długo, aż na papierze całkowicie utworzy się obraz. Następnie odbitka jest płukana, aby usunąć pozostałe sole srebra, po czym może być tonowana. Kolejnym etapem jest płukanie, utrwalanie za pomocą tiosiarczanu sodu, kolejne płukanie i suszenie.
Kolor obrazu na odbitce kopiowanej to zazwyczaj odcienie brązu: od koloru żółtobrązowego aż po ciemny brąz. W wyniku tonowania, któremu odbitki zazwyczaj były poddawane, kolor stawał się fioletowoczerwony lub fioletowoczarny.

## Odbitka wywoływana
Odbitki wywoływane zostały wprowadzone w latach 80. XIX wieku. Ich przewaga nad odbitkami kopiowanymi polegała na znacznie krótszym czasie naświetlania, w trakcie którego powstawał obraz utajony, następnie wywołany przy użyciu chemicznego wywoływacza. Papiery chlorowe, znane także jako „gazowe” (ang. gaslight), były wystarczająco czułe, by mogły być naświetlane stykowo jedynie przy świetle gazowym. Pierwszym dostępnym papierem chlorowym był „Velox”, produkowany od 1893 roku. 
Także papiery tego typu wytwarzane były (i nadal są) fabrycznie. Papier żelatynowo-srebrowy wywoływany pokrywany jest warstwą barytową, a następnie zawiesiną (błędnie zwaną emulsją) powstałą w wyniku zmieszania dwóch roztworów żelatyny: jednego, zawierającego bromek (i/lub chlorek), i drugiego, zawierającego azotan srebra. Po wysuszeniu papier jest przycinany do pożądanego formatu. Po naświetleniu obraz utajony jest wywoływany za pomocą wywoływacza. W pełni wywołana odbitka wkładana jest do kąpieli, która ma za zadanie przerwanie procesu wywoływania. Kolejnym etapem jest utrwalanie za pomocą utrwalacza, płukanie i suszenie. Odbitka może zostać poddana tonowaniu.
Kolor obrazu na odbitce wywoływanej to zazwyczaj odcienie czerni i szarości, o ile odbitka nie była tonowana. Częstym zniszczeniem odbitek żelatynowo-srebrowych jest tzw. wysrebrzenie (lustrzenie), które, zwłaszcza w partiach ciemnych obrazu i wzdłuż brzegów, widoczne jest jako metaliczny, srebrny wykwit.